# Bill Archer
William Reynolds "Bill" Archer, född 22 mars 1928 i Houston i Texas, är en amerikansk politiker. Han var ledamot av USA:s representanthus 1971–2001.
Archer efterträdde 1971 George H.W. Bush som kongressledamot och efterträddes 2001 av John Culberson.